# Danske Statsbaner
Die Danske Statsbaner (DSB; deutsch „Dänische Staatsbahnen“) sind die dänischen Staatsbahnen, die den Personenverkehr auf den wichtigsten Eisenbahnstrecken in Dänemark und auf der internationalen Magistrale Schweden–Deutschland sowie den S-tog von Kopenhagen betreiben. Regionale Strecken werden teils von DSB, teils von anderen Eisenbahnverkehrsunternehmen (EVU) im freien Wettbewerb (Ausschreibungen) betrieben. Die DSB betreiben keinen Güterverkehr mehr.

## Geschichte

### Anfänge
Der Staat engagierte sich in Dänemark früh beim Bau und Betrieb von Strecken: Friedrich VI. hatte bereits 1835 eine Königliche Eisenbahn-Commission eingesetzt, und der dänische Staat war der größte Aktionär an der 1844 eröffneten Christian VIII. Østersø Jernbane der Altona-Kieler Eisenbahn-Gesellschaft (AKE) im damals der Krone unterstehenden Herzogtum Holstein. 1847 wurde die auf Initiative von Søren Hjorth von einer Aktiengesellschaft errichtete Eisenbahnstrecke von Kopenhagen nach Roskilde eröffnet; ihr Weiterbau nach Korsør war erst 1854 mit einer staatlichen Bürgschaft möglich.

#### Bahnstrecken unter dänischer Hoheit bis Oktober 1864

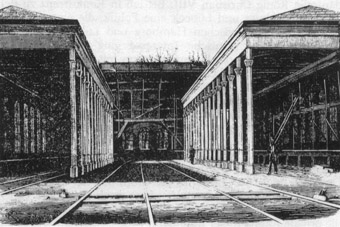
Halle des Bahnhofs in Altona um 1850

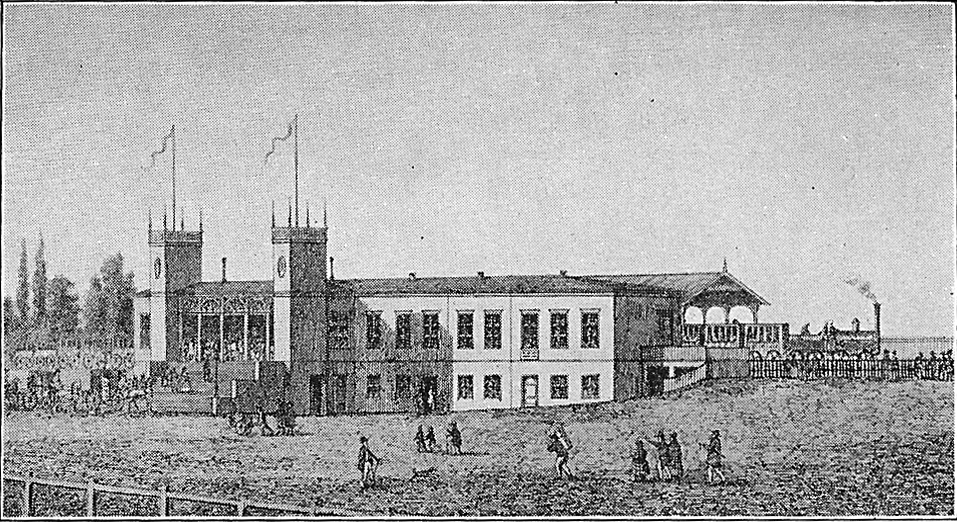
Kopenhagens erster Bahnhof

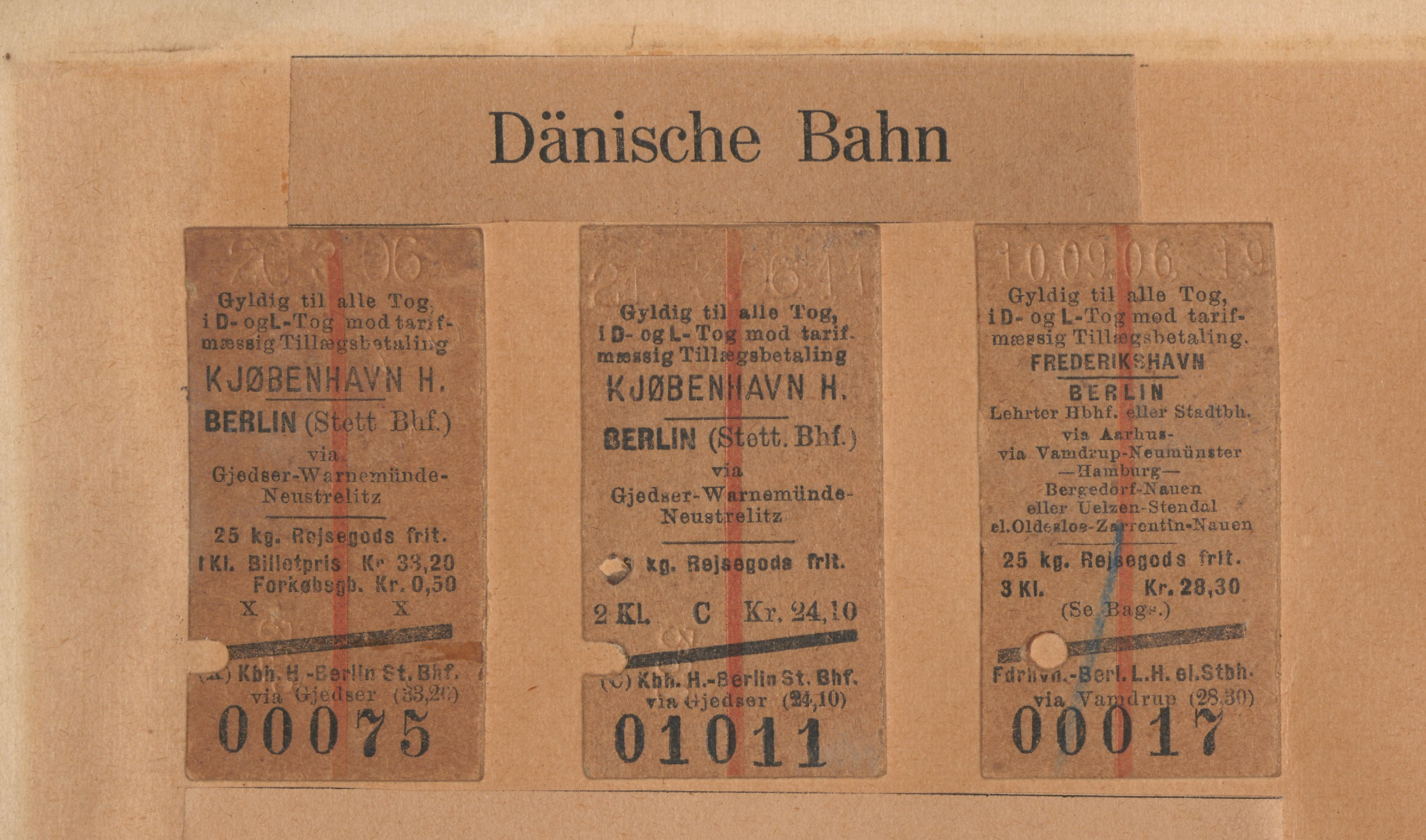
Fahrkarten der Dänischen Staatsbahn von 1906

- 18. September 1844: Altona-Kieler Eisenbahn-Gesellschaft (AKE, zunächst „König Christian VIII. Ostseebahn“), 30. Oktober 1864 preußisch, 1877 preußische Konzession
- September 1845: Rendsburg-Neumünstersche Eisenbahn, 1. Januar 1864 von der AKE erworben, 30. Oktober 1864 preußisch
- 15. Dezember 1846: Bahnstrecke Berlin–Hamburg, quasi als Transitstrecke durch die Herzogtümer Lauenburg und Holstein geführt
- 27. Juni 1847: Kopenhagen – Roskilde
- 15. Oktober 1851: Lübeck-Büchener Eisenbahn, Konzession der dänischen Regierung abgetrotzt
- 4. Oktober 1854: Bahnstrecke Flensburg–Husum–Tönning mit Zweigstrecke nach Rendsburg, von König Friedrich VII. eingeweiht, 30. Oktober 1864 preußisch
- 27. April 1856: Roskilde – Korsør
- 2. September 1862: Aarhus – Randers
- 21. Juli 1863: Langå – Viborg
- 22. Juli 1863: Kopenhagen (Nordbahnhof) – Nørrebro – Hellerup – Klampenborg
- 1. Oktober 1863: Hellerup – Lyngby
- 9. Juni 1864: Lyngby – Hillerød – Helsingør
- 1. Oktober 1864: (Flensburg-Holzkrug) – Padborg – Vojens, 30. Oktober 1864 preußisch, 15. Juni 1920 wieder an Dänemark (Bahnstrecke Fredericia–Flensburg)

### Aufbau der Staatsbahn

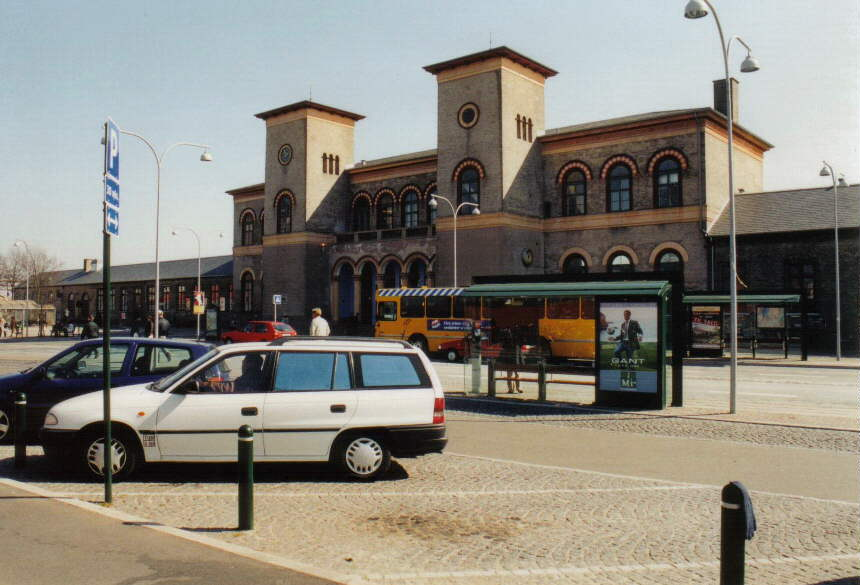
Bahnhof Roskilde

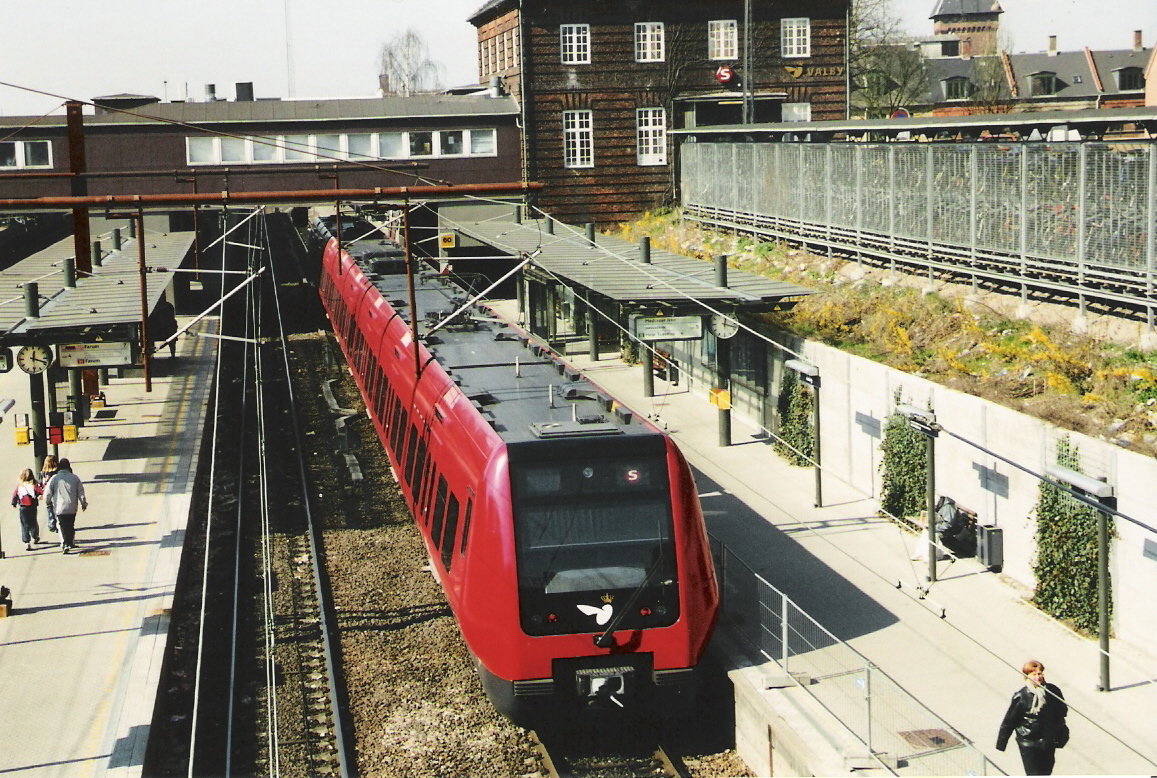
Kopenhagener S-Bahn-Zug (S-tog)

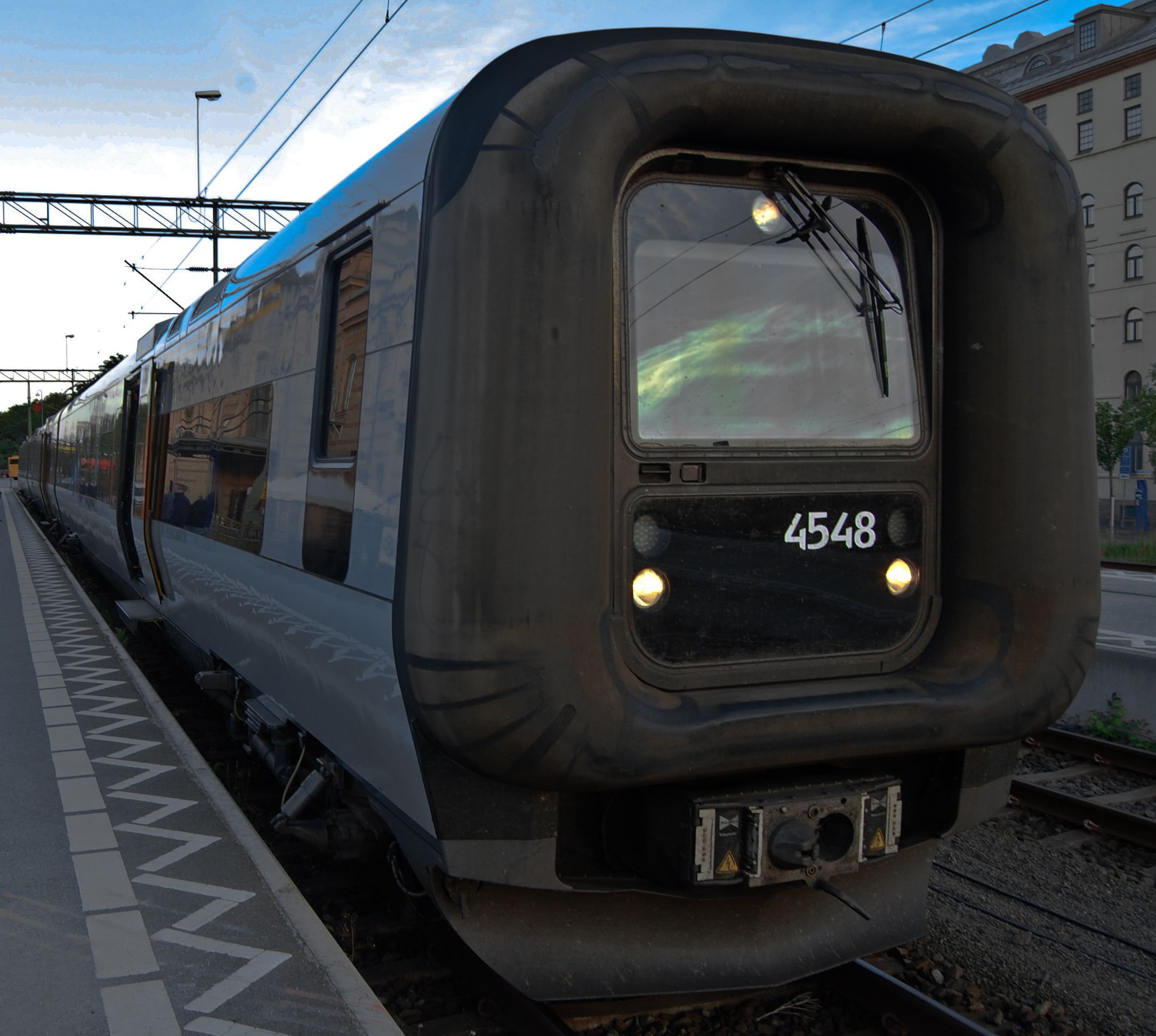
Typisch für die Stirnseite dänischer Triebwagen: Wulst statt Stromlinienform

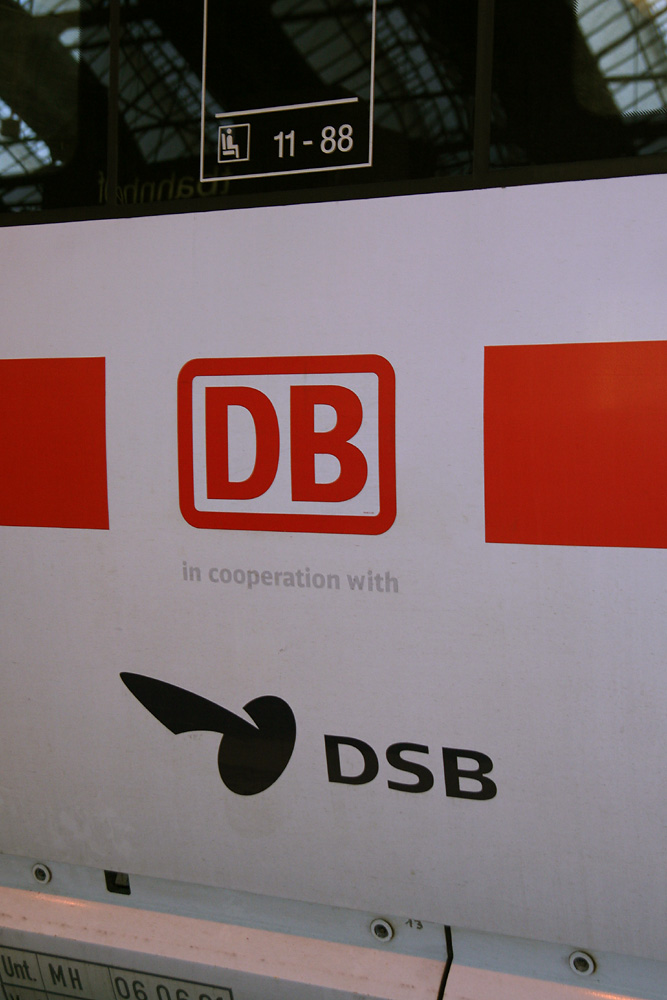
Dänemark-tauglicher ICE-TD

1885 entstanden die DSB. Sie kauften schrittweise bestehende Strecken auf, vor allem die Strecke Kopenhagen–Roskilde, so dass ab 1882 nahezu alle Hauptstrecken in staatlicher Hand waren.
Als problematisch erwies sich die teilweise Insellage des Königreiches, die zunächst kein geschlossenes Eisenbahnnetz erlaubte. Lediglich die Strecken auf Jütland waren mit dem europäischen Netz verbunden. Am 19. März 1872 wurde Dänemarks erste Eisenbahnfährlinie mit der Eisenbahnfähre Lillebelt zwischen Fredericia und Strib über den Kleinen Belt zwischen Jütland und Fünen eröffnet. Es folgten 1882 der Große Belt, im März 1892 der Öresund und 1903 die Verbindung nach Deutschland mit der Fähre über den Storstrømmen nach Falster (schon 1937 durch die Storstrømsbroen ersetzt) und mit dem Trajekt Warnemünde–Gedser. In der Zeit des Kalten Krieges kam 1963 die Vogelfluglinie hinzu, an der bereits 1941 die Organisation Todt mit ersten Bauarbeiten begonnen hatte.
Die Fahrzeiten indes blieben in dem kleinen Land relativ lang. Zu Beginn der 1930er Jahre dauerte etwa eine Reise von Kopenhagen ins 342 Kilometer entfernte Esbjerg immerhin 7½ Stunden.
Im Mai 1935 eröffnete König Christian X., der als Eisenbahnenthusiast galt, eine neue Brücke über den Kleinen Belt. Diese 1135 Meter lange Brücke und die Einführung von dieselelektrisch betriebenen Blitzzügen der Baureihe MS, sogenannten Lyntogs, führten zu einer spürbaren Verkürzung der Reisezeit um 2 Stunden 48 Minuten. Der schnellste Zug zwischen Kopenhagen und dem 254 Kilometer entfernten Fredericia auf Jütland benötigte im Sommer 1935 3 Stunden 49 Minuten, inklusive der Fährüberfahrt über den noch nicht überbrückten Großen Belt.
1937 erfolgte der Bau einer Brücke zwischen Seeland und Falster. In den 1930er Jahren wurden im Raum Kopenhagen mit der S-Bahn die ersten elektrifizierten Strecken (1500 V) in Betrieb genommen. Die übrigen Bahnen wurden auf Dieselbetrieb umgestellt. So kam es, dass noch um 1980 kein einziger Kilometer des Fernbahnnetzes elektrifiziert war. Im Allgemeinen konzentrierte sich der Staat damals wie in fast allen anderen europäischen Ländern auf den Straßenbau. Die Strecke Helsingør–Kopenhagen wurde als erste Fernbahn mit 25 kV / 50 Hz elektrifiziert.

#### Taktfahrplan
Bereits 1974 startete landesweit ein Taktfahrplan mit IC-Zügen, „jede Stunde jede Klasse“ – damit waren die DSB eines der ersten Unternehmen, die dieses mittlerweile weit verbreitete Konzept einführten.
Ab 1973 wurde die Querung des Großen Beltes mit einer sechsspurigen Autobahnbrücke geplant, die jedoch 1987 mit einem neuen Gesetz zusätzlich als Eisenbahnverbindung vorgesehen wurde. 1990 standen die ersten Brückenpfeiler, und im Juni 1997 konnte die feste Große-Belt-Querung in Betrieb genommen werden. Während die Autobahn bis zur kleinen Insel Sprogø die gemeinsame Brücke mit der Eisenbahn benutzt, fahren ab dort bis Seeland die Züge durch einen Tunnel. Die Kraftfahrzeuge hingegen benutzen eine Hängebrücke.

### Entwicklung seit 1996
1996 erfolgte die vollständige Trennung von Netz und Betrieb, das Netz wird seitdem von der staatlichen Behörde Banestyrelsen verwaltet, seit 2005 vergleichbar einer staatlichen AG unter dem Namen Banedanmark. 1999 wurden die DSB in eine Holding umgewandelt. Die Fahrzeuginstandhaltung wurde 2010 an DSB Vedligehold übergeben.
Seit 2. Juli 2000 fahren die Züge nach Malmö über eine feste Querung. Hier verlaufen Autobahn und Eisenbahn parallel durch den Drogdentunnel, einen Absenktunnel zwischen Kopenhagen Flughafen und der aufgeschütteten Insel Peberholm, von dort über die Öresundbrücke, eine Schrägseilbrücke. Die Transitstrecke von Malmö zum Grenzort Padborg bei Flensburg ist elektrifiziert und mit bis zu 180 km/h befahrbar.
Infolge des hier wie fast überall in Europa stark zurückgehenden Eisenbahngüterverkehrs wurden in Dänemark bis 2002 sämtliche Rangierbahnhöfe stillgelegt. Der letzte verbliebene von der nationalen Güterverkehrsgesellschaft Railion Danmark betriebene Wagenladungsverkehr (Transport einzelner Güterwagen, Überfuhr von und nach Dänemark über Rangierbahnhöfe im angrenzenden Ausland) wurde im Laufe des Jahres 2006 auf der Transitstrecke Deutschland–Schweden stark eingeschränkt. Dies betrifft jedoch nicht den Container- und Ganzzugverkehr. Vereinzelt werden jedoch noch Transporte des Wagenladungsverkehrs von kleineren dänischen Eisenbahnbetreibern übernommen, statt, wie sonst üblich, auf die Straße verlagert.
2003 mussten die DSB nach einer Ausschreibung einen Teil des Regionalbahnnetzes in Mittel- und Westjütland an Arriva abgeben.
National verfolgten die DSB die Strategie „Gute Züge für Alle“. Damit wurde die Planung von Hochgeschwindigkeitszügen eingestellt.

### Internationale Expansion
DSB International ist die Geschäftseinheit, die sich im mit der Akquisition weiterer Verkehrsverträge im Ausland befasst.
Die DSB betrieben Anfang der 2000er Jahre einen Expansionskurs über die Landesgrenzen hinweg. Ab 2003 betrieben sie im Nachbarland Schweden die schmalspurige Roslagsbana bei Stockholm sowie Regionalverkehre im Großraum Göteborg (Västtrafik). 2009 konnten die DSB mit der Tochter DSBFirst (als Joint Venture mit der britischen FirstGroup) den länderüberschreitenden Öresundsverkehr zwischen Schweden und Dänemark gewinnen. Im Dezember 2009 gewann die DSB-Tochter DSB Småland AB die Ausschreibung um Regionalverkehre im Raum Jönköping, der Betrieb wurde Ende 2010 aufgenommen. 2010 wurde die DSB mit ihren Beteiligungen mit 25 % Marktanteil in Schweden zum zweitgrößten Anbieter im Schienenpersonenverkehr.
Im März 2010 gelang den DSB der Einstieg in den deutschen SPNV-Markt, da diese den fünfzigprozentigen Anteil der Verkehrsgesellschaft Frankfurt (VGF) an der Eisenbahngesellschaft Vias übernahmen. Der Anteil wurde in den 2010er-Jahren an die RATH Gruppe in Düren verkauft.
Nachdem Verluste bei der Öresundbahn die finanzielle Stabilität der DSB beeinträchtigten, wurden 2011 alle Expansionspläne auf Eis gelegt.
Im Dezember 2011 wurde DSB First mit der Übernahme der schwedischen Strecken durch Veolia in DSB Øresund umbenannt.
2013 wurde die Roslagsbana an Arriva Sverige abgegeben.
2014 gab DSB Småland wegen Verlusten den Betrieb seiner Linien an Veolia ab. Die Beteiligung an DSB Uppland wurde 2017 an Transdev veräußert.

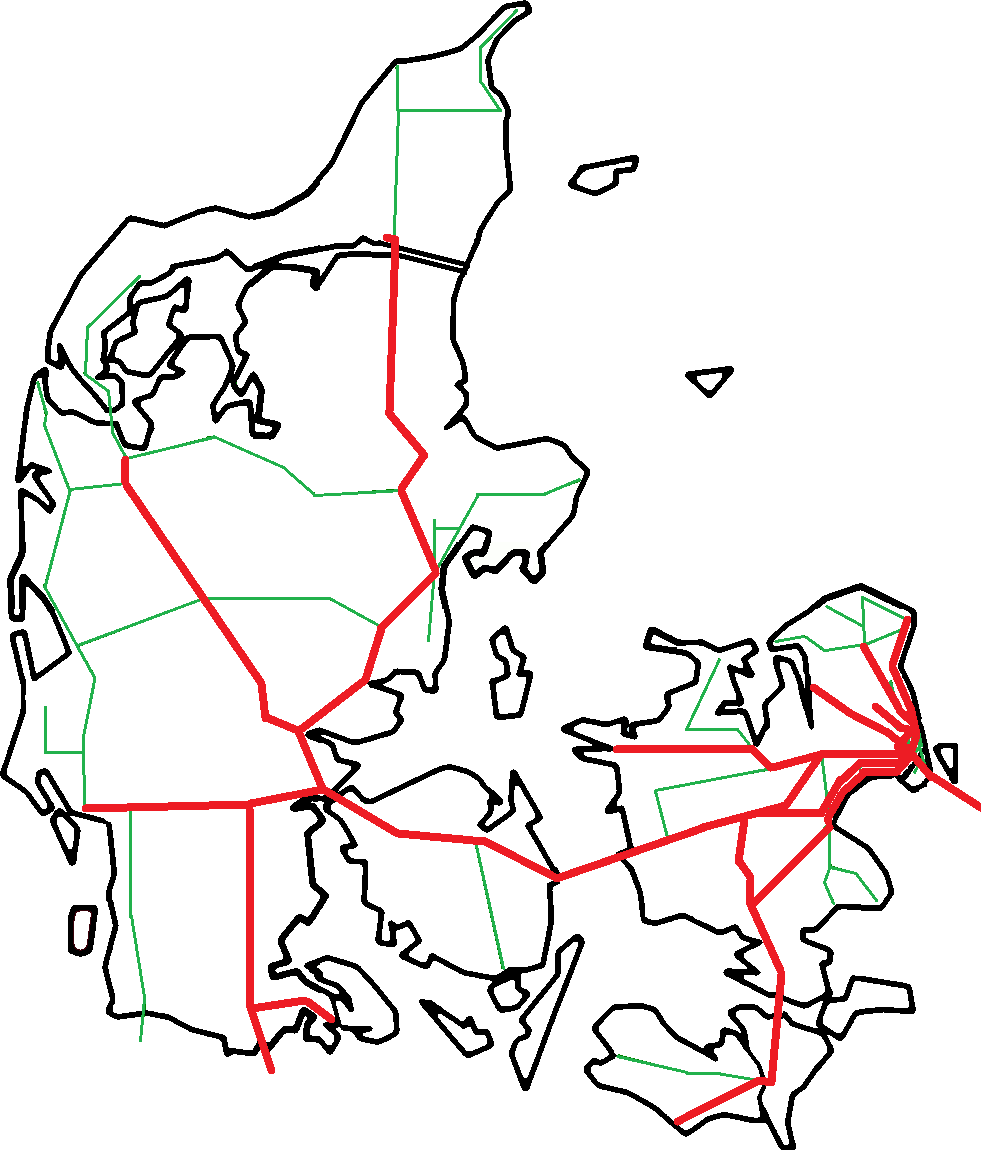
Von DSB betriebene Eisenbahnstrecken (rot)

## Fahrzeugbaureihen
Noch verwendete Baureihen sind in fetter, ausgemusterte in kursiver Schrift.

### Dampflokomotiven

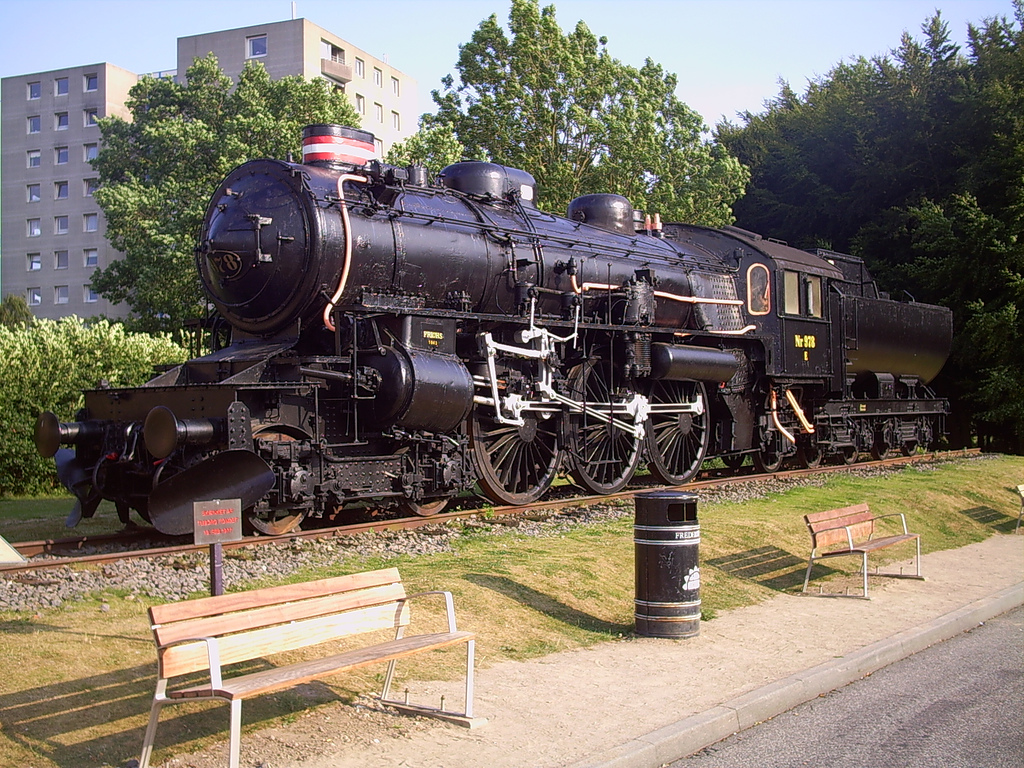
E 978 der DSB, von 1979 bis 2008 als Denkmallokomotive in Fredericia, inzwischen verschrottet

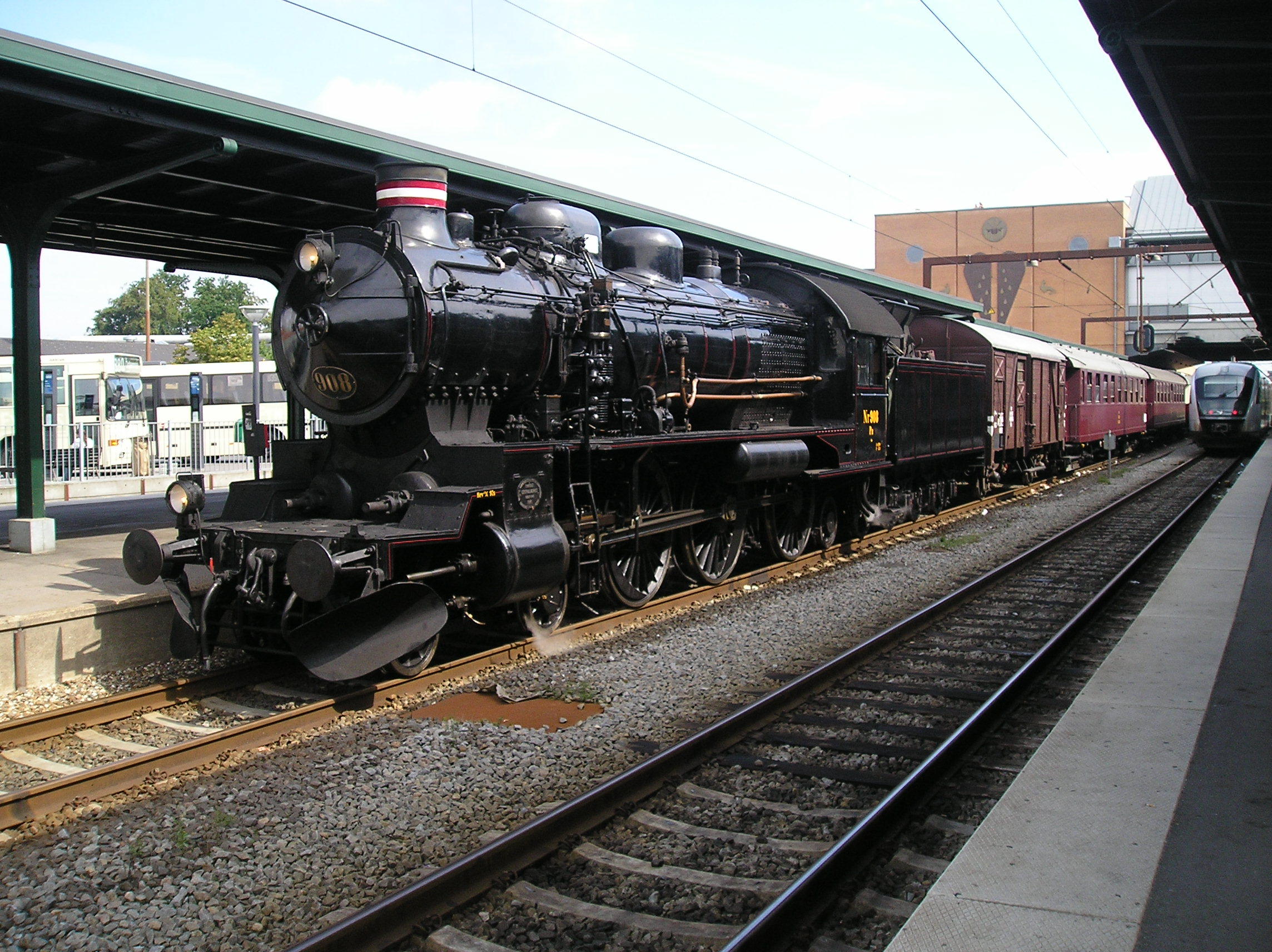
DSB PR 908 in Odense

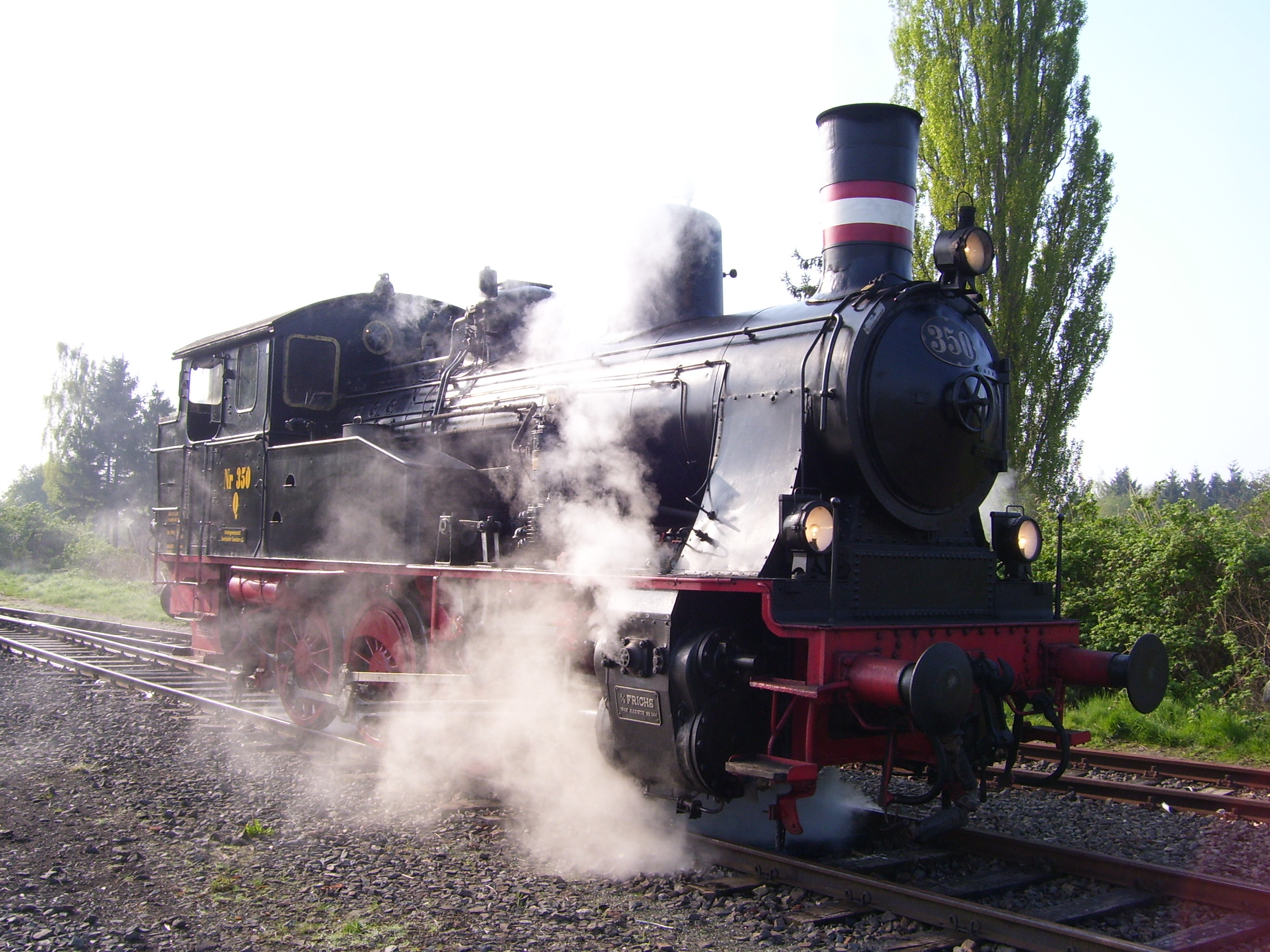
Q350 (ex DSB) der Arbeitsgemeinschaft Geesthachter Eisenbahn

- A (ausgemustert); diese Loks mit der Achsfolge 2'B wurden ab 1882 von Borsig (Berlin) und später von Hartmann (Chemnitz) geliefert. Bis 1900 waren sie im Schnellzugdienst eingesetzt.
- E (ausgemustert); diese Loks mit der Achsfolge 2'C1' stammten ursprünglich aus Schweden. Dort wurden sie ab 1936 nach den Elektrifizierungen nicht mehr benötigt, so dass die DSB sie ankauften. Nach dem Krieg wurden noch einmal 25 Loks nachgebaut.
- F (ausgemustert); dreiachsige Rangierlok, wurde von 1898 bis 1949 in drei Serien gebaut.
- N (ausgemustert); diese Lokomotiven wurden während des Zweiten Weltkrieges als deutsche Baureihe 50 in Belgien gebaut. Nach dem Kriegseinsatz kamen die Loks nach Belgien zurück, wurden dort jedoch nicht gebraucht und an die DSB verkauft.
- Q (ausgemustert); diese Dn2t-Lokomotiven waren die leistungsstärksten Rangierlokomotiven der DSB. Konstruiert und gebaut wurden sie von der Maschinenfabrik A/S Frichs in Aarhus in den Jahren von 1930 bis 1945. Bis Mitte der 1970er Jahre waren diese Loks im Einsatz. Zwei Maschinen sind bis heute erhalten. Lok Q 345 ist in der Obhut des DSB Museumstog (nicht in Betrieb), Lok Q 350 ist nahe Hamburg bei der Arbeitsgemeinschaft Geesthachter Eisenbahn auf der Strecke der Bergedorf-Geesthachter Eisenbahn im Einsatz.

### Diesellokomotiven, -triebwagen

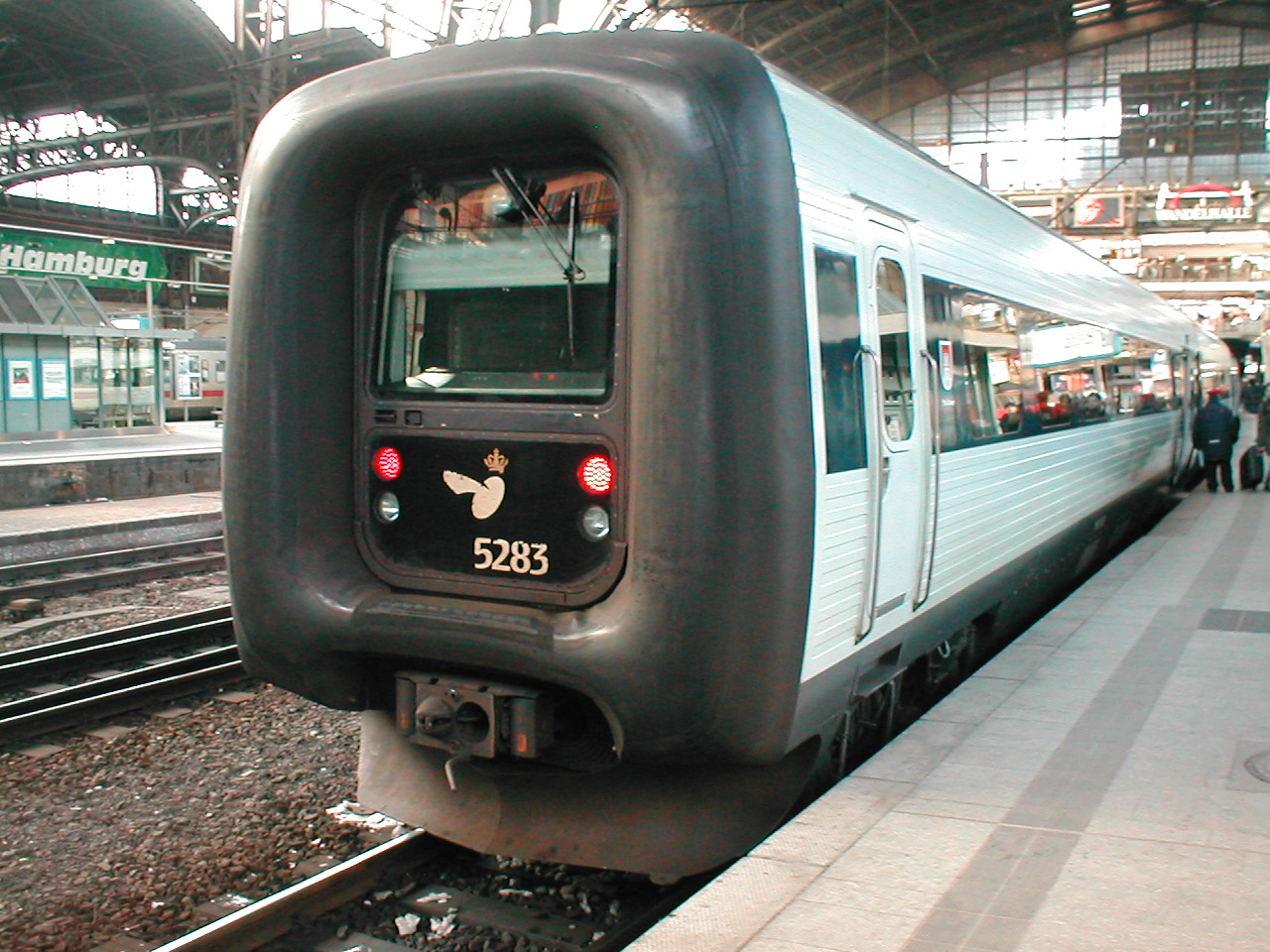
Der IC3 verkehrt u. a. zwischen Kopenhagen und Hamburg Hauptbahnhof

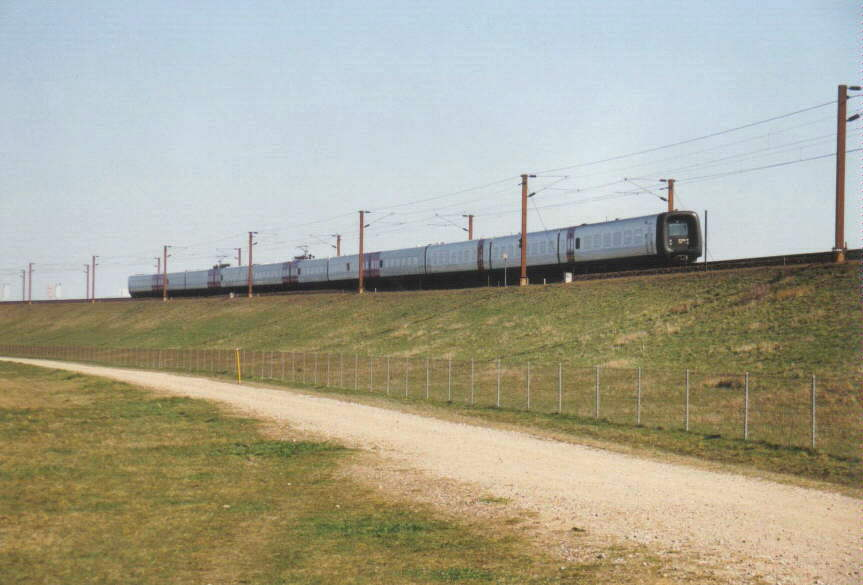
Ein IC3-Dieseltriebwagen gekuppelt mit zwei IR4-Elektrotriebwagen an der Ostauffahrt zur Großer-Belt-Brücke

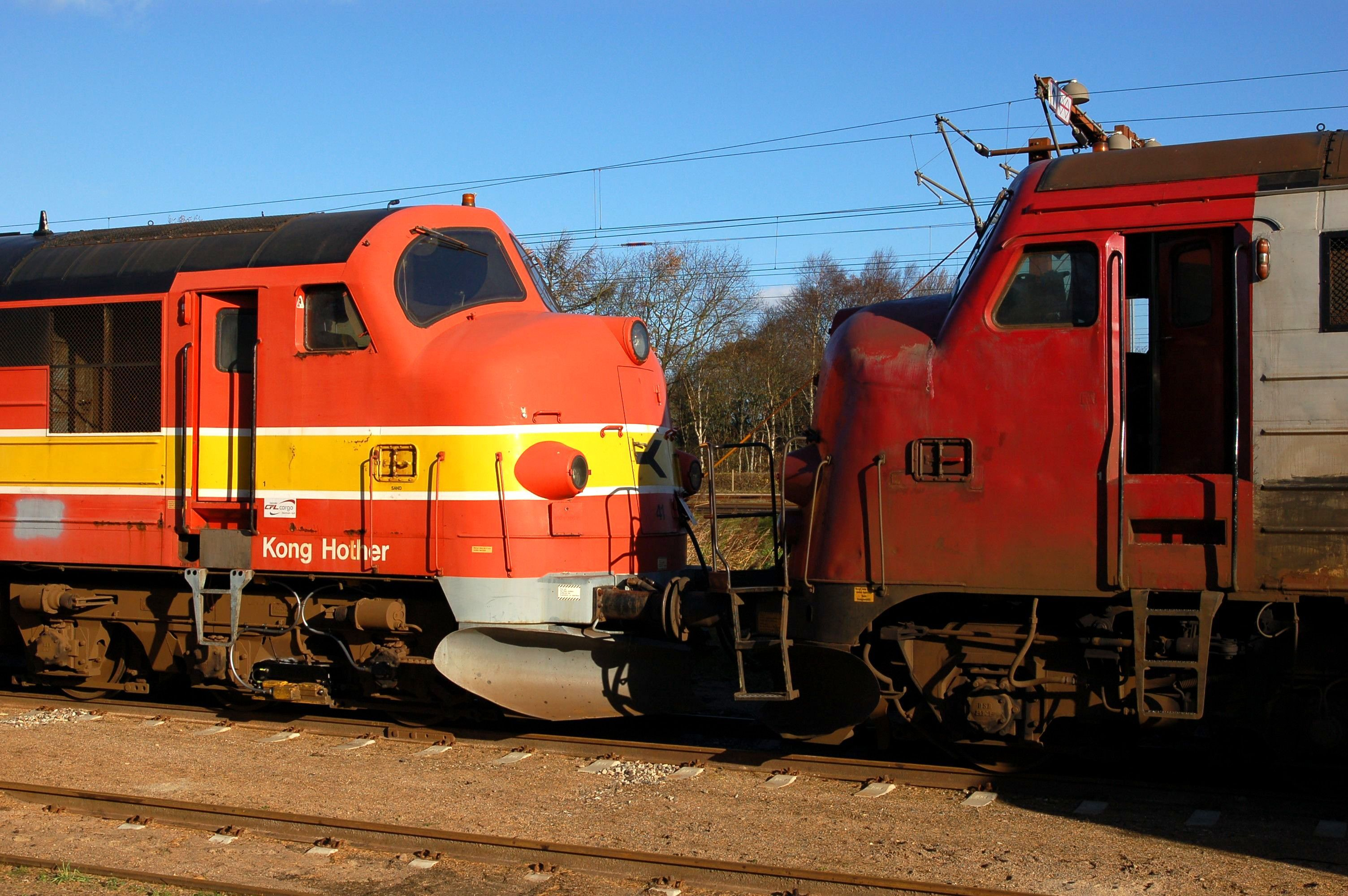
NoHAB Loks in Padborg

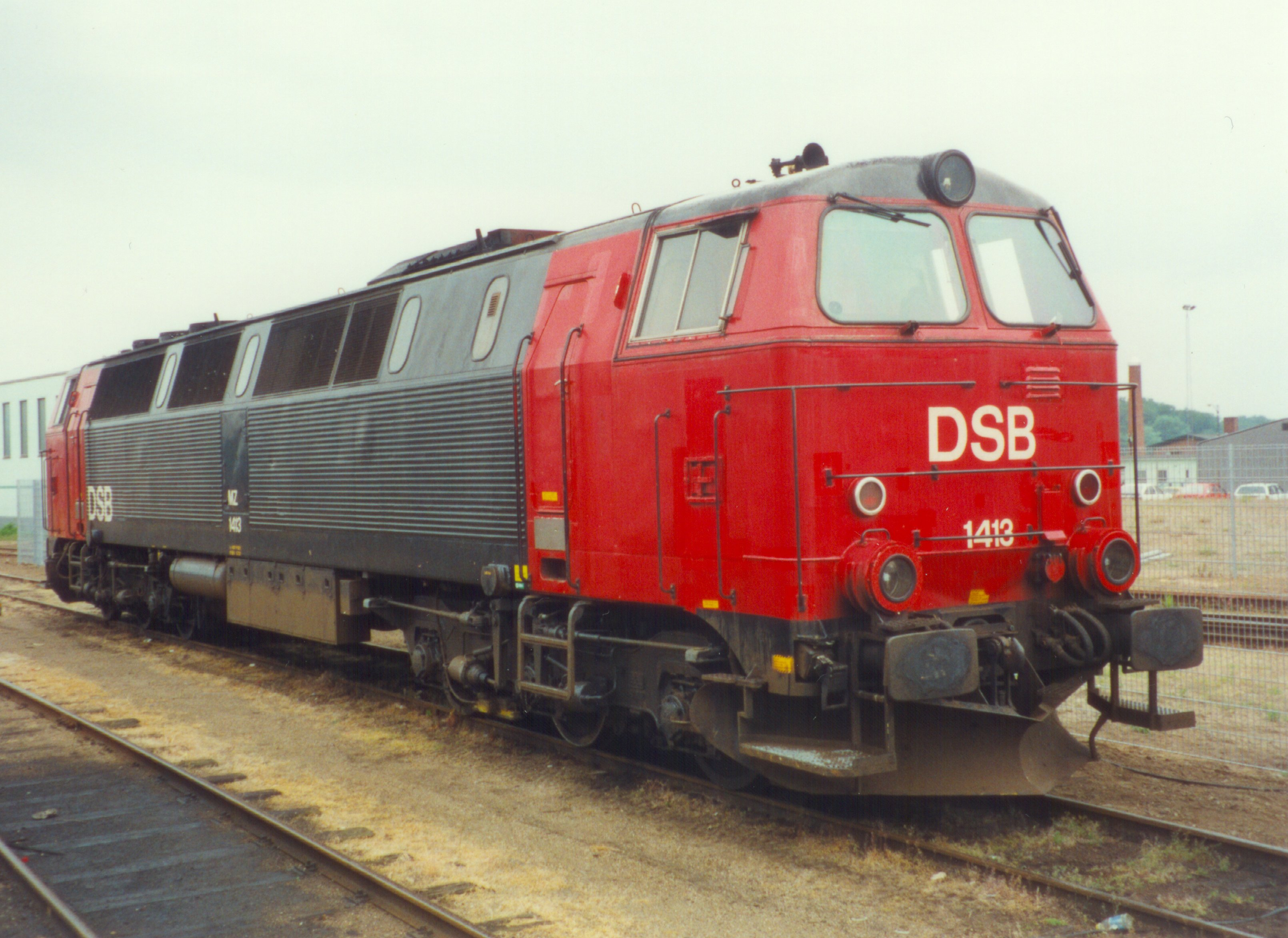
MZ in Odense

- MA (dieselhydraulischer Schnelltriebzug) – Ab 1963 ersetzten diese dieselhydraulischen vierteiligen Triebzüge die Vorkriegsmodelle im Lyntog-Verkehr (Blitzzug).

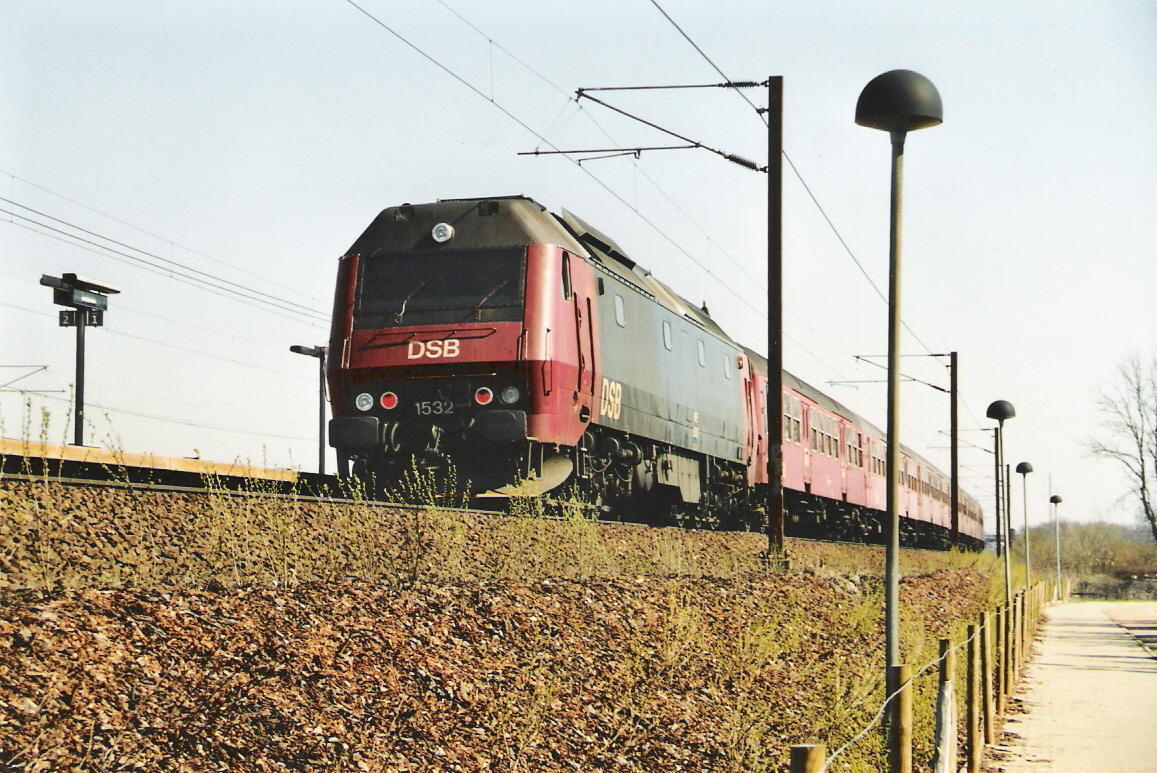
Me 1532 östlich von Roskilde

- ME (dieselelektrische Streckenlokomotive) – Diese Dieselloks der DSB wurden in zwei Baulosen zwischen 1981 und 1986 in zusammen 37 Exemplaren gebaut. Erstmals wurden Wechselstrommotoren eingebaut, während die Dieselaggregate (wie bei MX/MY und MZ) von General Motors stammen. Die Lokomotiven haben die Achsfolge Co'Co' und eine Höchstgeschwindigkeit von 175 km/h. Die Fahrzeugkästen ähneln der Baureihe EA, wirken jedoch etwas runder. Die Länge über Puffer beträgt 21 m. Im November 2021 schieden die letzten Exemplare aus dem Bestand der DSB aus.
- MF (dreiteiliger dieselmechanischer Fernverkehrstriebzug, IC3 genannt) – Sie verkehren im nationalen Intercityverkehr. Nach Deutschland wurden diese Züge bis Ende 2015 als EuroCity von Kopenhagen über Puttgarden (Vogelfluglinie) eingesetzt. Über die Vogelfluglinie wurden sie ab dem Jahresfahrplan 2008 teilweise sowie ab Dezember 2015 vollständig durch deutsche dieselelektrische ICE TD ersetzt, kehrten jedoch zum Fahrplanjahr 2018 bis zur Gesamteinstellung des Zugverkehrs im Dezember 2019 auf diese Strecke zurück. Sie befahren ferner die Relation von Kopenhagen über Padborg bis Flensburg.
- MG (vierteiliger dieselmechanischer Fernverkehrstriebzug, IC4 genannt) – Hersteller ist AnsaldoBreda/Italien. Das erste Exemplar wurde am 20. August 2003 in Dänemark angeliefert. Technische Schwierigkeiten führten dazu, dass diese Baureihe bis lange nicht im regulären Verkehr eingesetzt wurde. Ab Juni 2007 fanden mit dem Zugtyp abermals Testfahrten mit Schwerpunkt auf Jütland statt. Diese mussten im März 2008 aus technischen Gründen eingestellt werden. Die DSB hat dem Hersteller daraufhin ein Ultimatum zukommen lassen, das besagt, dass mindestens 14 Triebwagen die Abnahme für den Inlandsfernverkehr bis Mai 2009 erhalten müssen und wenigstens ein Fahrzeug alle vertraglichen Bedingungen erfüllt. Andernfalls werde der Vertrag über die Lieferung von 83 Triebwagen für fünf Milliarden Kronen aufgelöst[11]. Die ersten Passagiere wurden im September 2010 in Ostjütland befördert. Seit Anfang 2011 werden mehr und mehr der gelieferten Triebzüge im Verkehr auf der Hauptstrecke von Kopenhagen nach Jütland eingesetzt. Da die Züge nicht befriedigten, wurden sie ab 2017 teilweise aus dem Verkehr genommen, ein Teil der Garnituren wurde verschrottet.
- ML (dieselhydraulischer Triebwagen) – Mit dieser Baureihe setzten die DSB 1982 den Schlusspunkt für einen bei den dänischen Privatbahnen mit sehr großem Erfolg eingesetzten Typ von Nahverkehrstriebwagen der DUEWAG. Die DSB stellten 1984 sieben Triebwagen (mit je einem Führerstand) und fünf Zwischenwagen (ohne Führerstand) in Dienst. Die Fahrzeuge stützen sich auf zwei Drehgestelle mit je zwei Achsen; bei den Triebwagen werden die innenliegenden Achsen eines Drehgestells von einem Motor angetrieben. Daraus ergibt sich die Achsfolge (1A)(A1). Jeder Motor leistet 180 PS, die Höchstgeschwindigkeit beträgt 80 km/h. Die Fahrzeuge verfügen über eine automatische Zentralkupplung. Die Wagen sind je 17,5 m lang. – Mit den von den DSB beschafften Fahrzeugen wird ausschließlich die Strecke Helsingør–Hillerød (Lille Nord) befahren. Sie lösten dort die letzten Fahrzeuge der Baureihe MO aus den 1930er Jahren ab. Die DSB zögerten diesen Schritt hinaus, weil sie ursprünglich auf dieser Strecke die bereits bei ihr vorhandene Baureihe MR/MRD einsetzen wollten. Damit wären diese Fahrzeuge weitab von ihren bisherigen Einsatzgebieten stationiert worden, was für die technische Unterhaltung einen erhöhten Aufwand zur Folge gehabt hätte. Darum versuchte die Staatsbahn die Privatbahnen Nordseelands zu überreden, ebenfalls auf den Typ Baureihe MR/MRD zu wechseln, um durch eine gemeinsame technische Unterhaltung Kosten zu verringern. Der Vorschlag wurde abgelehnt, weil die MR/MRD nicht den Anforderungen der Privatbahnen entsprachen. – Bei den dänischen Privatbahnen begann der Einsatz der Y-togene oder Lynette (dt.: Blitzchen) bereits 1965. Bis 1984 wurde dieser Fahrzeugtyp in mehreren Serien und zahlreichen Varianten gebaut und bei nahezu allen dänischen Privatbahnen eingesetzt. Es wurden ursprünglich Triebwagen, Zwischenwagen (ohne Führerstand) und Steuerwagen (mit einem Führerstand, ohne Antrieb) hergestellt. Später wurden einteilige Fahrzeuge produziert, mit Führerständen an beiden Fahrzeugseiten. Weitere Unterschiede finden sich beispielsweise im Bereich der Zug- und Stoßeinrichtungen (einige Privatbahnen verwenden an den „äußeren“ Enden konventionelle Puffer und Schraubenkupplungen) und der Verteilung und Konfiguration der Türen und Inneneinrichtungen. – Insgesamt erhielten die dänischen Bahnen rund 75 Triebwagen und die gleiche Anzahl an Zwischen- und Steuerwagen dieses Typs. Bei einzelnen Privatbahnen wurden die Fahrzeuge bereits durch verschiedene neuere Fahrzeugtypen ersetzt, beispielsweise durch den IC2, einer zweiteiligen, leichteren Variante des (DSB-)IC3; durch die Baureihe MQ oder durch RegioSprinter.
- MO (dieselelektrischer Triebwagen, ausgemustert) – Die Produktion dieser erfolgreichen universell einsetzbaren Dieseltriebwagen mit einer Höchstgeschwindigkeit von 120 km/h begann 1935 mit vier Exemplaren. Die ersten beiden Triebwagen wurden in vierachsiger Ausführung geliefert, von denen je zwei Achsen in einem Drehgestell liegen, zwei Achsen eines Drehgestells werden durch zwei Motoren mit einer Leistung von zusammen 500 PS angetrieben (Achsfolge 2-B). Die beiden anderen Exemplare wurden mit einem dreiachsigen, nicht angetriebenen Drehgestell ausgeliefert (Achsfolge 3-B); diese Bauform war letzten Endes erfolgreicher, so dass die beiden Erstexemplare 1941/46 ebenfalls ein dreiachsiges Drehgestell erhielten. Im Anschluss an die ersten vier Fahrzeuge erhielt der Hersteller Frichs 1936 einen Auftrag über zehn weitere Exemplare, die wiederum vierachsig ausgeführt wurden, jedoch waren bei diesen Fahrzeugen die Motordrehgestelle nicht mit den übrigen Fahrzeugen kompatibel, weshalb diese „Unterbaureihe“ als erste zwischen 1966 und 1970 ausgemustert wurde; zu einer Zeit, als die übrigen Fahrzeuge modernisiert wurden. Ein weiterer Auftrag an Frichs führte zwischen 1938 und 1940 zu einer Lieferung von weiteren 27 Exemplaren. Nach dem Zweiten Weltkrieg wurde die letzte und größte Lieferung von 90 Exemplaren angestoßen, die von 1951 bis 1958 ausgeliefert wurden. – Technisch entsprachen die einteiligen MO-Triebwagen den Endwagen der 1935 gelieferten dreiteiligen „Lyntog“ (Blitzzug) der Baureihe MS, beziehungsweise der vierteiligen Baureihe MB des Jahres 1936. Diese verfügten über zwei Motorwagen, mit zusammen 1000 PS. Die Baureihe MO war daher mit Zwischenwagen (normalen Personenwagen) in der Lage, dem Verkehrsbedürfnis des dänischen Schnellzugnetzes zu entsprechen. Haupteinsatzgebiet war der Verkehr in der Fläche. Hier verdrängten sie rasch die Dampflokomotiven. Gegen Ende ihrer Einsatzzeit wurden die Triebwagen zur Beförderung der internationalen Expresszüge Øresundspilen (Kopenhagen–Stockholm) und Skandiapilen (Kopenhagen–Oslo) zwischen Kopenhagen und dem dänischen Helsingør (45 km) verwendet. Der Grund für den Einsatz der Fahrzeuge war der Mangel an großen Diesellokomotiven. – Die letzten MO-Triebwagen verkehrten bis 1984 auf der Strecke Lille Nord zwischen Hillerød und Helsingør, wo sie durch die Baureihe ML/MF abgelöst wurden. – Der Triebwagen MO 1954 (Baujahr 1935, 2. Bauserie) kam (mit seiner ursprünglichen Bezeichnung MO 554 vor der Modernisierung 1964) wie MO 1878 (Baujahr 1956, letzte Bauserie) im Jahr 1984 zum dänischen Eisenbahnmuseum in Odense. Weitere Exemplare werden privat erhalten.
- MP (zweiteiliger dieselmechanischer Fernverkehrstriebzug, IC2 genannt) – Ein in Technik und Design mit der Baureihe MG (IC4) identischer, jedoch nur zweiteiliger Triebzug des Herstellers AnsaldoBreda. Wie die Baureihe MG sind diese Züge mängelbehaftet. Von den insgesamt 23 im Jahr 2002 bestellten Exemplaren wurde der erste Zug im Sommer 2011 von den DSB in Betrieb genommen. Mit Wirkung vom 23. August 2016 wurden alle Triebzüge wegen ständiger Mängel abgestellt.
- MQ (dieselmechanischer Nahverkehrstriebzug) – Ein mit der deutschen DB-Baureihe 642 weitgehend identischer Triebzug vom Typ Siemens Desiro Classic des Herstellers Rail Systems (ehem. Siemens Mobility). Er wird seit Dezember 2002 auf der Strecke Odense–Svendborg und seit Oktober 2010 auf der Strecke Aarhus-Grenaa eingesetzt.
- MR/MRD (dieselhydraulischer Nahverkehrstriebzug) – Ein zweiteiliger Triebzug der von der Waggonfabrik Uerdingen auf Grundlage der deutschen DB-Baureihe 627/628 entwickelt und zwischen 1978 und 1985 in Dienst gestellt wurde. Von den insgesamt 98 gebauten Einheiten wurden nur die ersten 30 direkt von der Waggonfabrik Uerdingen gefertigt, alle weiteren entstanden als Lizenzbau beim dänischen Hersteller Scandia A/S in Randers.
- MX (II) (dieselelektrische Streckenlokomotive) – Die MX ist die kleinere Schwester der Baureihe MY. Haupteinsatzgebiet für diesen Lokomotivtyp waren die Strecken abseits der großen Hauptstrecken, für die ein geringerer Achsdruck erforderlich war. Sie wurden dort für die Ablösung der Dampflokomotiven benötigt. Die Maschinen sind bei DSB seit 1993 komplett ausgemustert, wurden jedoch teilweise von dänischen Privatbahnen übernommen.
- MY (II) (dieselelektrische Streckenlokomotive) – Mit diesem Lokomotivtyp begannen die DSB die Umstellung von Dampf- auf Dieseltraktion. Die typische abgerundete Form der Fronten verschaffte den Lokomotiven den Spitznamen Rundnasen, auf Dänisch Rundsnuder.
- MZ (dieselelektrische Streckenlokomotive) – Durch den verstärkten Einsatz von Triebzügen und der zunehmenden Elektrifizierung steht die Baureihe vor der Ausmusterung. Wie die Lokomotiven der Baureihen MX (II) und MY (II) wurden sie bei NoHAB gebaut.

### Elektrolokomotiven, -triebwagen
- EA (elektrische Streckenlokomotive) – Die ersten Elektrolokomotiven der DSB, die für die Streckenelektrifizierung ab 1984 beschafft wurden. Bis 1996 wurden in zwei Losen insgesamt 22 Lokomotiven in Dienst gestellt. Die Achsfolge der Lokomotive ist Bo'Bo'. Der Fahrzeugkasten ähnelt der Baureihe ME, wirkt jedoch eckiger und ist etwas kürzer (19,38 m). Nach Verkäufen nach Bulgarien und Abgabe der restlichen Lokomotiven an Railion Danmark besitzen die DSB keine Maschine dieses Typs mehr.
- EB (elektrische Streckenlokomotive Siemens Vectron) – Die ersten drei Lokomotiven wurden am 14. September 2020 nach Dänemark geliefert. Insgesamt hat die DSB 42 Stück als Nachfolger der Baureihe DSB EA bei Siemens bestellt. Bis Ende 2022 waren 40 Lokomotiven abgeliefert.
- EG (elektrische Streckenlokomotive) – Schwere Güterzuglok. Es handelt sich bei diesen Lokomotiven mit der Achsfolge Co'Co' um die stärksten elektrischen Lokomotiven der DSB. Sie sind technisch verwandt mit dem EuroSprinter. 2001 wurden die Maschinen an Railion Danmark übergeben.

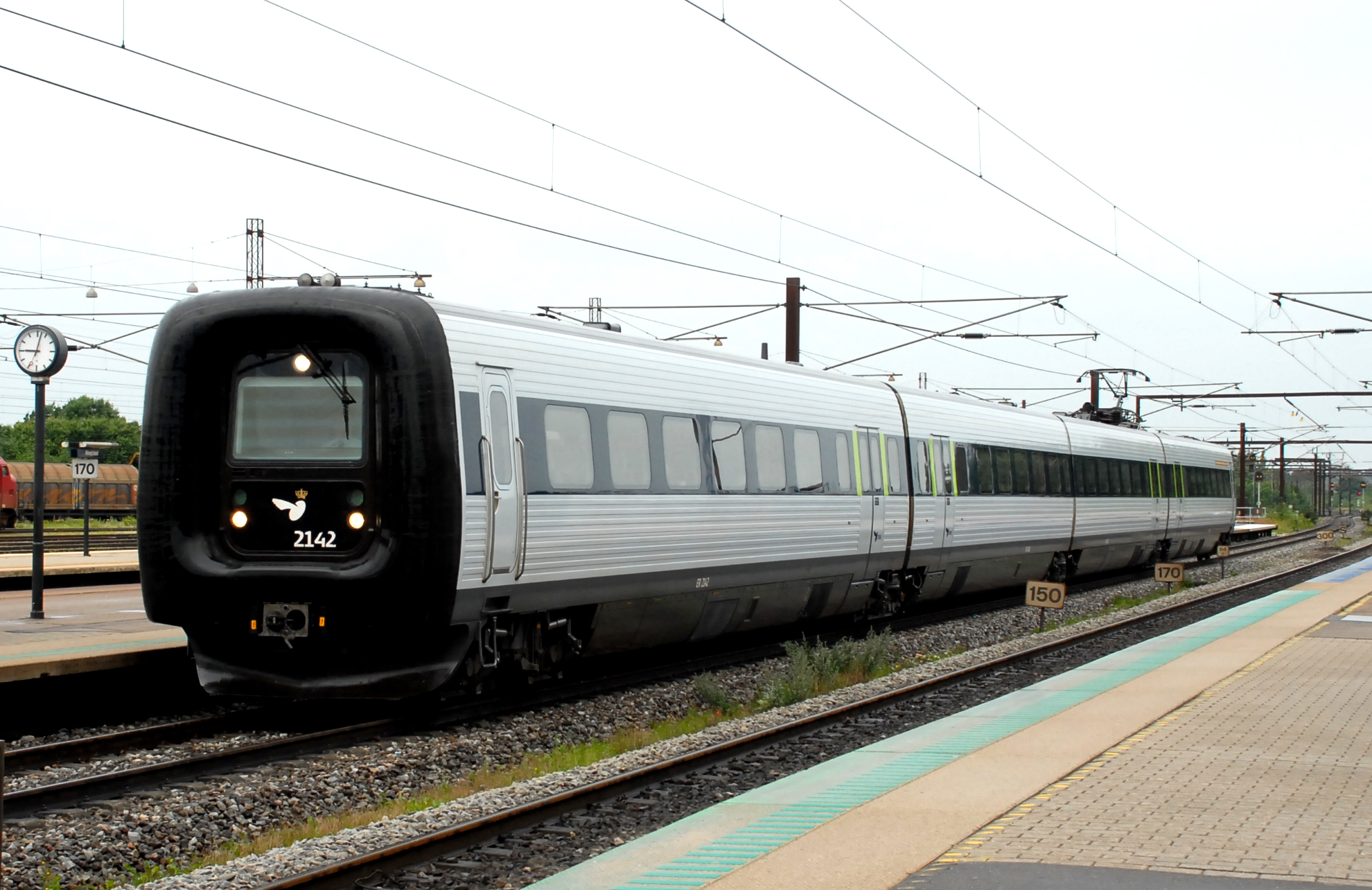
DSB ER

- ER (Elektrotriebzug, IR4 genannt) – Sie verkehren im Interregionalverkehr und können mit den Dieseltriebzügen der Baureihe MF (IC3), mit denen sie die Front gemeinsam haben, zusammen im Zugverband fahren.
- ET (Elektrotriebzug, Öresundzug genannt) – Sie verkehren zwischen Helsingør, Kopenhagen, dem Flughafen Kastrup und dem schwedischen Malmö über die Öresundverbindung bis nach Göteborg und Kalmar. Sie sind für die unterschiedlichen Strom- und Signalsysteme Dänemarks und Schwedens ausgerüstet. Trotz „Gumminase“ sind sie nicht mit MF und ER kuppelbar.

## Status Mitte 2016
Das Betriebsergebnis für das erste Halbjahr 2016 war ein Verlust vor Steuern von 447 Millionen Kronen nach Abschreibung der gesamten IC2-Flotte und fünf IC4-Zügen.
Die Pünktlichkeit der Reisezüge für Fern- und Regionalverkehr lag mit 72,7 Prozent deutlich unter dem Zielwert von 81,8 Prozent, bei Zügen anderer Betreiber lag der Wert mit 91,9 Prozent unter dem Ziel der Verkehrsverträge von 93,8 Prozent. Nur bei den S-Bahnen lagen diese Werte mit 94,1 und 98,8 Prozent über den Zielvereinbarungen.
2017 werden die Reisezeiten auf einigen Strecken um einige Minuten verlängert werden, wodurch die Pünktlichkeitsrate verbessert werden soll. Die Mehrzahl der Fahrzeitverlängerungen liegt zwischen drei und sechs Minuten. Weitere Verbesserungen bei der Pünktlichkeit kommen jedoch erst nach dem Einsatz neuer Signaltechnik, der Elektrifizierung verschiedener Strecken sowie der Beschaffung neuer Elektrofahrzeuge zum Tragen. Eine Ursache für die Verschlechterung der Pünktlichkeit sind die Grenzkontrollen der von Padborg kommenden Züge. Da in Fredericia eine Zusammenführung (Flügelung) mit Zügen aus Nord- und Westjütland erfolgt, wirken sich Verspätungen auf die Gesamtstrecke nach Kopenhagen aus. Dazu kamen umfangreiche Gleisarbeiten 2015 auf Westfünen und 2016 auf Ostfünen, die eine Abwanderung von Fahrgästen zur Folge hatte.
2016 schrieben die DSB den Kauf der ersten 26 neuen Elektro-Lokomotiven aus, die die Doppelstockzüge im Regionalverkehr auf Seeland befördern sollen. Durch diese Maßnahme können die älteren umweltbelastenden Diesellokomotiven der Baureihe ME abgelöst werden. Der Auftrag ging an Siemens, welche 2020 die ersten der neuen Vectron-Lokomotiven der Baureihe DSB EB auslieferte.
Eine politische Entscheidung für die Bestellung neuer Elektrotriebzüge für den Fern- und Regionalverkehr war für 2017 vorgesehen, damit diese Mitte der 2020er-Jahre nach der Elektrifizierung des Bahnnetzes nach Aarhus und Aalborg zur Verfügung stehen.
Der Kauf neuer Fahrzeuge wird die Abhängigkeit von den IC4-Zugverbänden reduzieren und ein kontrolliertes Ausscheiden dieser Züge ermöglichen. Auf Grund der Erfahrungen wird der IC4 nicht das Rückgrat des dänischen Bahnverkehrs, aber eine Teillösung bis zum Abschluss der Elektrifizierung und dem Eintreffen der neuen Fahrzeuge sein.
Der IC2 kam nie in einen stabilen Zustand, der Voraussetzung für den Einsatz im Schienenverkehr ist. Er wurde nur in sehr geringem Umfang genutzt. So werde nach 2016 die Konzentration auf der Betriebssicherheit der IC4-Garnituren liegen, auf die mittelfristig nicht verzichtet werden kann.
Daher wurden alle 23 IC2-Züge zum 23. August 2016 abgestellt und gleichzeitig eine Abschreibung von 588 Millionen Kronen in die Bilanz eingestellt. Zum gleichen Zeitpunkt wurden fünf betrieblich nicht mehr notwendige und ebenfalls abgestellte IC4-Garnituren mit 85 Millionen Kronen abgeschrieben.
Damit begann das Ende eines unglücklichen Kapitels in der Geschichte des DSB, der Erwerb der IC4- und IC2-Zugverbände.
Perspektive 2021
Das Kapitel der IC4-Züge soll 2026 enden, wenn genügend neue Fahrzeuge aus Bestellungen beim spanischen Hersteller Talgo sowie bei Alstom eingesetzt werden können; mit diesen Herstellern wurden 2020 bzw. 2021 Rahmenverträge abgeschlossen. Im ersten Schritt werden aus neuen Wagen des Typs Talgo 230 und Vectron-EB-Lokomotiven acht Fernzüge (DSB EC) gebildet, die ab 2024 für den internationalen Verkehr nach Hamburg eingesetzt werden sollen. Im April 2021 wurde Alstom beauftragt, 100 bis 150 fünfteilige Triebzüge mit einer Kapazität von 300 Passagieren auf Basis des Coradia Stream zu liefern. Mit diesen im Rahmen des Programms Fremtidens Tog (deutsch Züge der Zukunft) beschafften Triebzügen wollen die DSB ihre bislang betriebenen IC3, IC4 und IR 4 ablösen. Erste Lieferungen werden für 2025 erwartet.

## Werkstättendienst
Im Jahr 2020 beschlossen die DSB im Zuge der politischen Entscheidung, dass zukünftige von Alstom beschaffte Züge vom Hersteller und nicht von den DSB gewartet werden müssen, seine Komponenten- und Ersatzteilwerkstätten zu verkaufen.
Die Knorr-Bremse Group hat diese Komponenten- und Ersatzteilwerkstätten zum 1. September 2022 übernommen. Sie liefert seitdem Ersatzteile für die neuen Züge der DSB und arbeitet sie auf. Die dänische Niederlassung wurde in Knorr-Bremse Rail Systems Denmark A/S umbenannt; zugleich wurde eine Vereinbarung über die langfristige Lieferung von Komponentenwartung und Ersatzteilen für den Großteil der aktuellen Zugflotte von DSB bis zur Ausmusterung alter Triebzüge getroffen. Mit dem Verkauf sichern sich die DSB einen Lieferanten von Ersatzteilen für die bestehende Zugflotte, beispielsweise die Triebzüge MF, MG und ER.
Mit dem Verkauf gingen rund 400 Mitarbeiter zu Knorr-Bremse Rail Systems Denmark A/S über. Der Kaufpreis betrug etwas über 370 Mio. DKK (50 Millionen Euro).
Folgende Werkstätten sind von der Vereinbarung umfasst:
- Komponentenwerkstatt Aarhus
- Umbau- und Unfallbeseitigung Aarhus
- Komponentenwerkstatt Taastrup
- Elektrotechnik Kopenhagen
- Verwaltungsfunktionen Høje Taastrup[15]

- siehe hierzu auch:
- Bahnbetriebswerk Godsbanegården København
- Bahnbetriebswerk Brabrand

## Sonstiges

### Fahrzeiten im Wandel der Jahre
København H – Fredericia (254 km)
- Sommer 1935: 3 Stunden 49 Minuten
- Sommer 1964: 3 Stunden 37 Minuten
- Winter 1988: 3 Stunden 21 Minuten (Lyn 188)
- Sommer 1998: 2 Stunden 4 Minuten
- Winter 2004: 1 Stunde 44 Minuten
- Frühjahr 2009: 1 Stunde 50 Minuten
- Frühjahr 2018: 1 Stunde 46 Minuten

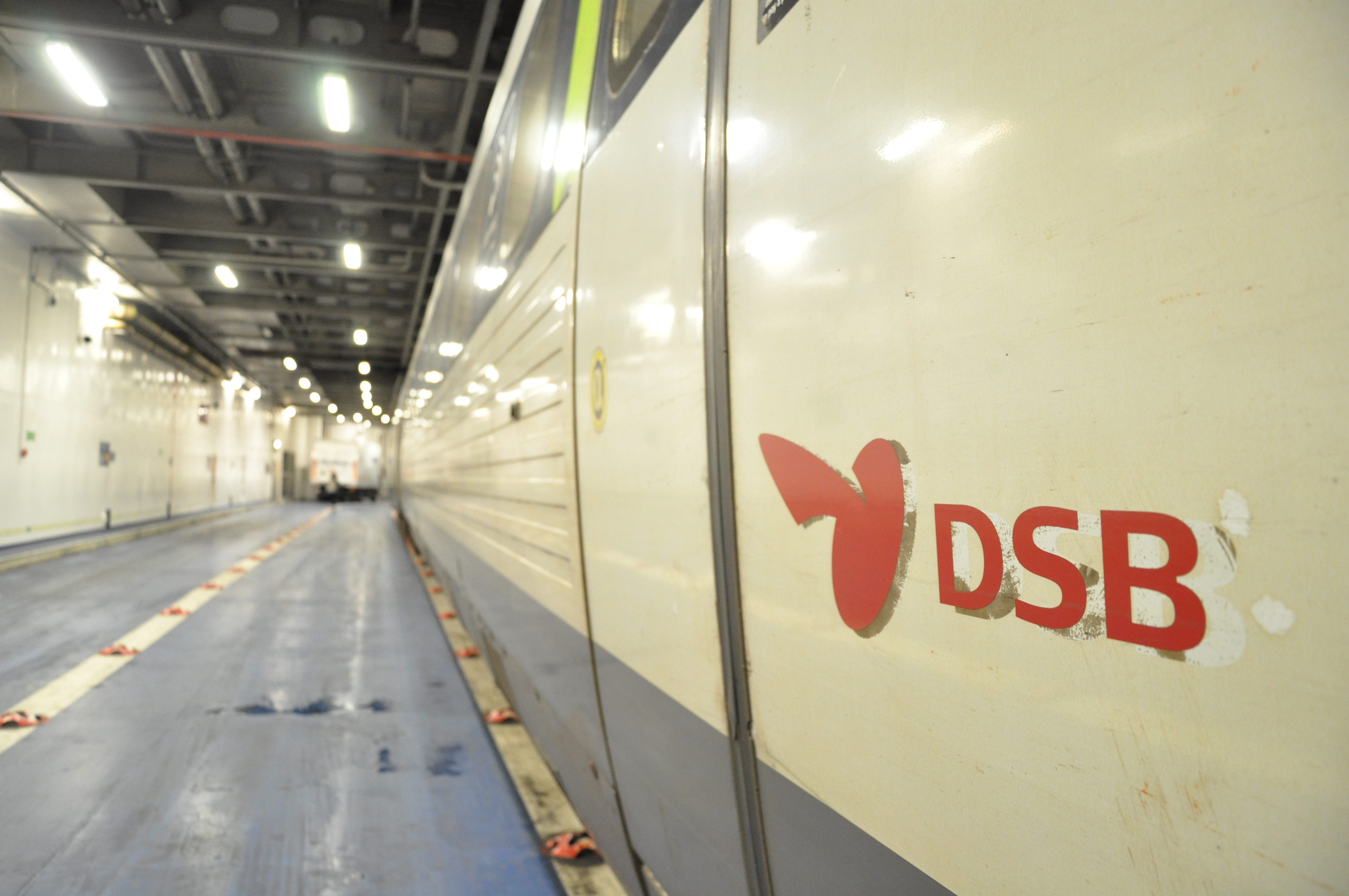
Triebzug der DSB auf der Eisenbahnfähre Schleswig-Holstein

København H – Hamburg Hbf (367 km, Vogelfluglinie)
- Sommer 1935: 10 Stunden 44 Minuten (über Jütland und Fünen)
- Sommer 1964: 4 Stunden 58 Minuten (D 142; København-Express)
- Winter 1988: 4 Stunden 53 Minuten (EC 33; Skandinavien)
- Sommer 1998: 4 Stunden 22 Minuten (EC 31)
- Winter 2004: 4 Stunden 25 Minuten (EC 38)
- Sommer 2007: 4 Stunden 22 Minuten (EC 38)
- Frühjahr 2009: 4 Stunden 34 Minuten (ICE 38)
- Frühjahr 2018: 4 Stunden 41 Minuten (EC 38)

### DSB im Film
1975 entstand der Film Die Olsenbande stellt die Weichen, die siebte Folge der Reihe Die Olsenbande. Der Film gilt als einer der bekanntesten Spielfilme mit Bezug zur Eisenbahn. Die Bande beschafft die Lok von der DSB, der größte Teil der befahrenen Strecke gehörte der privaten Amagerbane. Auf dieser Trasse wurde inzwischen der Ostzweig der Kopenhagener Metro gebaut.